# Charles Vacquerie

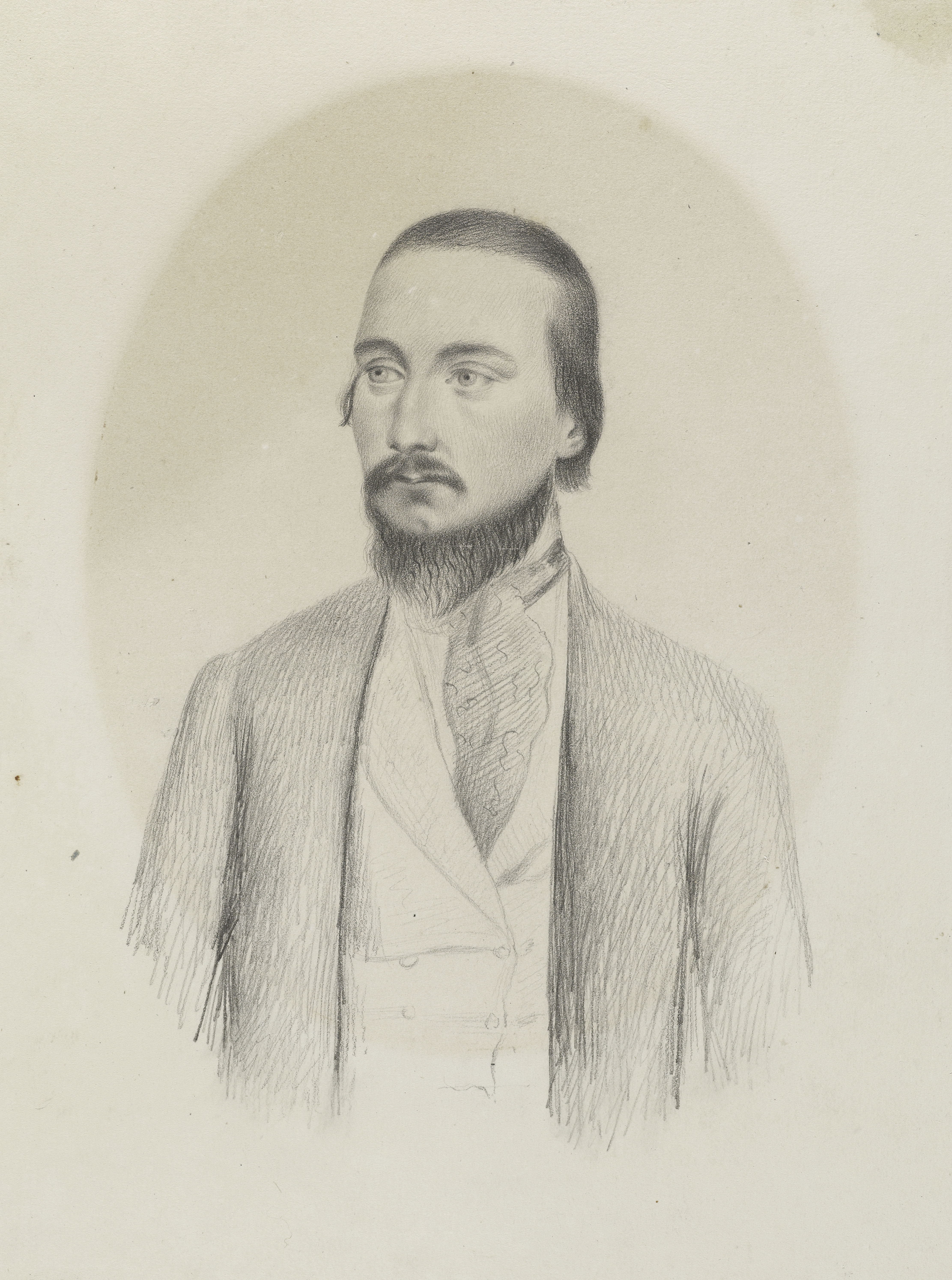
Charles Vacquerie, 1843; dibujo de su suegra Àdele Hugo.

Charles Vacquerie, nacido en Nantes el 12 de abril de 1817 y muerto ahogado en Villequier, a los 26 años; fue el yerno de Victor Hugo.

## Biografía
Procedente de una familia de pilotos fluviales y pescadores en el Sena, hijo de Charles-Isidore Vacquerie (1779-1843), armador en El Havre, estaba, como hijo mayor, destinado a proseguir la actividad paterna.
Fue por medio de su hermano Auguste Vacquerie que Charles conoció a Victor Hugo. Efectivamente, Auguste, alumno en el liceo Charlemagne de París, había organizado la pieza de teatro Hernani para sus camaradas durante la Saint-Charlemagne 1836, con la autorización del autor. Poco a poco, empezó a frecuentar la casa de la Place Royal donde residía el poeta.
Durante el verano de 1838, la familia Hugo invitó a los Vacquerie al Havre y a Villequier, donde poseían una casa familiar cerca de la orilla del Sena, embellecida a principios del siglo XIX (Museo departamental desde 1951). Fue durante esta estancia que Léopoldine, hija mayor de Victor Hugo, y Charles Vacquerie, se encontraron. Ambos jóvenes pronto consideraron casarse el año siguiente. No obstante, varios duelos en la familia Vacquerie retrasaron el cumplimiento de este deseo. Por otra parte, este tiempo permitirá a Adèle Foucher, la esposa del poeta, prepararse poco a poco para el alejamiento de su muy amada hija que implicaría su matrimonio. Léopoldine solo tenía dieciséis años en 1840. El matrimonio se celebró finalmente el 15 de febrero de 1843.
Permaneciendo en Villequier desde el 2 de septiembre de 1843, el joven matrimonio embarcó en el Sena, en una barca de carreras, dos días más tarde de una visita al maestro Bazire, notario de Caudebec. Al regreso, la embarcación zozobró aguas arriba de Villequier y perecieron Charles, Léopoldine, su tío Pierre Vacquerie (1781-1843) y el hijo de este, Arthur (1832-1843). Excelente nadador, Charles intentó traer a su esposa a la superficie pero, no consiguiéndolo debido a sus pesadas ropas empapadas, la abrazó y se hundieron juntos. Ambas familias decidieron enterrarlos también juntos en el mismo ataúd, en el cementerio de Villequier.
El 4 de octubre de 1847, en Jersey, Victor Hugo consagró un poema a su yerno, publicado en 1856 en Les Contemplations, Libro Cuarto (Pauca Meae), pieza XVIII. Victor Hugo cambió la fecha a "3 de septiembre" (la víspera del aniversario de la muerte de su hija).